# Aceria carvi
Espèce
Aceria carvi est une espèce d'acariens de la famille des Eriophyidae et du genre Aceria. Il provoque des galles sur le Carvi et la Carotte.

## Biologie
Ses plantes hôtes sont Carum carvi et Daucus carota dont la Carotte cultivée (Daucus carota subsp. sativus).
Lorsque les champs commencent à mûrir, Aceria carvi se propage dans de nouveaux champs, en se basant principalement sur une dispersion passive par les courants aériens. Cette méthode de dispersion est courante chez les acariens ériophyoïdes. Le pic de dispersion aérienne se produit environ trois semaines avant la récolte du Carvi.
Aceria carvi devient un problème sérieux dans les principales zones de culture du Carvi en Tchéquie. Bien qu'il passe l'hiver caché dans les feuilles des jeunes plants de Carvi, les premiers symptômes ne sont généralement pas visibles avant le début de la floraison. La densité initiale du ravageur est faible, mais la population d'acariens se multiplie au cours de la saison où le ravageur attaque les tissus végétaux et provoque le développement de galles sur les feuilles et les fleurs. La comparaison de plants sains et de plants infestés par A. carvi montre que les plants infestés portent beaucoup plus d'ombelles mais produisent beaucoup moins de graines. Le rendement du Carvi est donc considérablement diminué.

## Symptômes
Les galles sont caractérisées par la déformation et l'enroulement des feuilles, tandis que pour les galles des inflorescences, la différenciation normale des organes floraux est inhibée et toutes les parties sont modifiées en structures chlorophylliennes semblables à des feuilles qui présentent des courbures et des enroulements. Ces symptômes sont également typiques de certaines autres espèces d'acariens. Les premiers symptômes d'infestation peuvent être observés au début de la floraison en mai, mais les boules de fleurs sont plus visibles lorsque les champs commencent à mûrir.

## Moyens de lutte
Pour lutter contre cet acarien ravageur, il est recommandé de faire un semis retardé, sous couvert végétal, d'augmenter la distance entre les champs de fauche récoltés et ceux nouvellement semés, tout en tenant compte de la direction du vent principal, et de labourer les champs dès que possible après la récolte. L'adoption de ces mesures de gestion des cultures réduit les chances qu’A. carvi trouve des plantes hôtes, élimine sa dispersion aérienne après la récolte et prévient ainsi la propagation de ce ravageur dans les champs de Carvi nouvellement semés.

## Répartition
Aceria carvi est recensé en Autriche, en Finlande, en Allemagne, en Russie, en Pologne et en France métropolitaine.

## Systématique
Le nom scientifique complet (avec auteur) de ce taxon est Aceria carvi (Nalepa, 1895).
L'espèce a été initialement classée dans le genre Phytoptus sous le protonyme Phytoptus carvi Nalepa, 1895.
Aceria carvi a pour synonymes :
- Aceria peucedani var. carvi (Nalepa, 1895)
- Eriophyes peucedani var. carvi (Nalepa, 1895)
- Phytoptus carvi Nalepa, 1895